# Fonoda
fonoda ist eine deutsche Post-Rock-Band, die im Jahr 2002 im Raum Passau gegründet wurde.

## Bandgeschichte
Die Band wurde 2002 von Florian Dölzer und Matthias Neuefeind gegründet, die früher Inhaber der Plattenfirma Keplar waren. Das Debütalbum erschien im gleichen Jahr auf ihrem Independent-Label, das sich auf Indie-Rock und elektronische Musik spezialisiert hatte.
Es war die vierte Veröffentlichung des Labels. Im Anschluss beteiligte sich fonoda an mehreren Samplern befreundeter Labels. 2007 erschien das Zweitlingswerk eventually auf dem Label büro.

## Musikstil
Eine Mischung aus Gitarren, Schlagzeug, klassischen Instrumenten, minimal Elektronik. Die Band ist beeinflusst von den Indiegruppen Mogwai, Slint und Low.

## Diskografie

### Alben
- 2002: blinker:farben
- 2007: eventually

### Samplerbeiträge
- 2003: im dunkeln
- 2004: es wird gehen... – Der Kopfmusik-Sampler
- 2004: pop you 3: master of pop pets
- 2005: Red, Green, Blue And Other Summer stories (MP3-Sampler)
- 2006: sketchbooks
- 2006: you can't always listen to hausmusik, but ...